# Sarlande
Sarlande település Franciaországban, Dordogne megyében. Lakosainak száma 423 fő (2022. január 1.). Sarlande Saint-Yrieix-la-Perche, Glandon, Payzac, Angoisse, Lanouaille, Dussac, Sarrazac és Jumilhac-le-Grand községekkel határos.

## Népesség
A település népessége az elmúlt években az alábbi módon változott:
| Lakosok száma | 697  | 524  | 468  | 420  | 409  | 418  | 432  | 435  | 431  | 423  |
|               | 1968 | 1982 | 1990 | 2006 | 2013 | 2015 | 2017 | 2019 | 2020 | 2022 |